# Gnesiodiplosis garcinia
Gnesiodiplosis garcinia är en tvåvingeart som först beskrevs av Ephraim Porter Felt 1927.  Gnesiodiplosis garcinia ingår i släktet Gnesiodiplosis och familjen gallmyggor. Inga underarter finns listade i Catalogue of Life.